# 象岛 (印度)

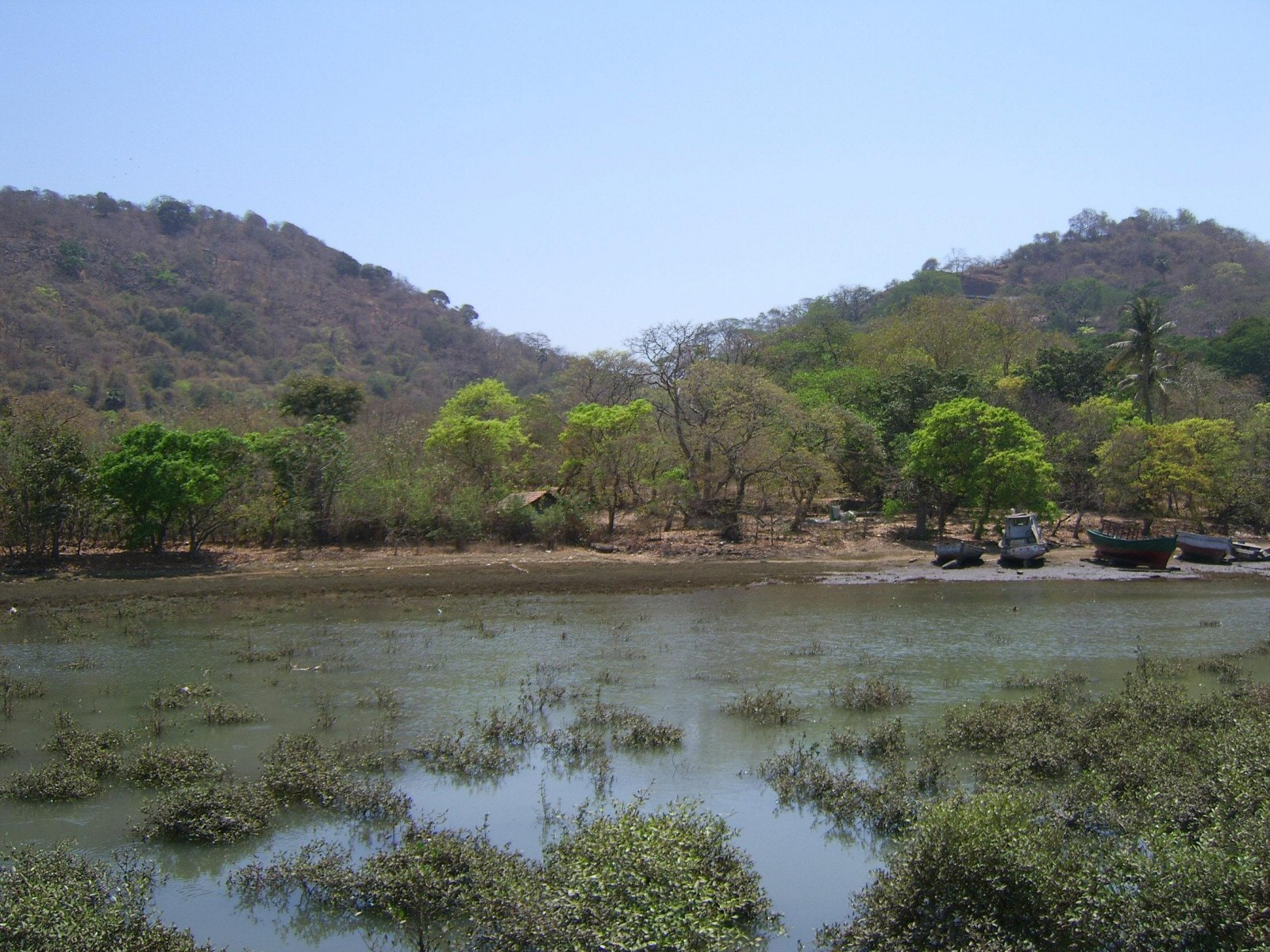
象岛近景

象岛（Elephanta Island，古名Charapuri Island），是印度马哈拉施特拉邦孟买港区内的一座小岛，面积约16平方公里，人口约1200人，位于印度门东北11公里处。
该岛因岛上四座在岩石上雕刻出的印度教庙宇和7座石窟而闻名，其中最有名的是湿婆神庙。17世纪葡萄牙人在该岛登陆时，发现一只石雕大象，因而得名。
象岛除周一外，每天均向游客开放。